# جيمس فيشر روبنسون
جيمس فيشر روبنسون (بالإنجليزية: James Fisher Robinson)‏ هو محامي وسياسي أمريكي، ولد في 4 أكتوبر 1800 في مقاطعة سكوت في الولايات المتحدة، وتوفي بنفس المكان في 31 أكتوبر 1882. نشط حزبياً في الحزب الديمقراطي. وقد انتخب حاكم كنتاكي ‏ (18 أغسطس 1862 – 1 سبتمبر 1863).